# 上江橋
上江橋（日语：／）是日本埼玉县的一座公路桥梁，承载日本國道16號跨越荒川和入间川，连接两岸的川越市和埼玉市西區，有先后多代，当前的桥梁全长1609.9米，宽10.5米，外圈桥1972年开工，1977年竣工，内圈桥1987年开工，1997年竣工。